# ハービー・シラー
ハービー・シラー（Harvey Wallace Schiller）は、アメリカ合衆国の実業家であり、国際野球連盟（IBAF）の元会長である。

## 経歴
- ニューヨーク生まれで、少年時代から野球に興味を持ち、ニューヨーク・ヤンキースのファンとなる。
- ミシガン州立大学で化学の博士号を取得。
- 1962年から1986年まで、アメリカ空軍に所属。パイロットとして従軍し、1980年にはアメリカ空軍アカデミー（the U.S. Air Force Academy）の終身教授の称号を得る。
- 1990年、アメリカオリンピック委員会（USOC）の専務理事に就任。また、IOCの商業委員会（Marketing Commission）のメンバーとなる。
- 1994年、IOCの放送委員会のメンバーとなると同時に、ターナー・ブロードキャスティング・システム（TBS）のスポーツ放送担当副社長に就任。
- 2000年、「ヤンキーネッツ」の議長及びCEOに就任。ヤンキーネッツはニューヨーク・ヤンキース（MLB）、ニュージャージー・ネッツ（NBA）、ニュージャージー・デビルス（NHL）の経営企業であり、少年時代にファンだったチーム（ヤンキース）の経営に携わることになる。
- 2007年、国際野球連盟の会長選挙に立候補。キューバ人候補レイナルド・ゴンザレス・ロペスとの一騎討ちとなったが、58対29の大差で会長職に勝利。2006年7月25日に亡くなったアルド・ノタリの後を受け、会長に就任することとなった。

## 当面の課題
2005年のIOC総会で、2012年のロンドンオリンピックから野球が正式競技から除外されることとなったが、松田昌士・日本アマチュア野球連盟会長らは「IOCはメジャーリーグのトップレベルの選手が参加すること、そしてアンチドーピング問題が解決されることが野球の正式競技復活への条件として掲げていることから、アメリカ人のシラーがIBAF会長になることが望ましい」としてロビー活動を続けてきた。
今後、ワールド・ベースボール・クラシックの実現でオリンピックにトップクラスの選手を供出する見込みの少ないMLB側をシラーがどのように説得・調整し、2016年以降のオリンピックで野球が復活するかどうかが直面している課題といえる。